# ماری-لور دلی
ماری-لور دلی (به انگلیسی: Marie-Laure Delie) (زاده ۲۹ ژانویه ۱۹۸۸) بازیکن فوتبال فرانسه است که هم‌اکنون در تیم متز فرانسه بازی می‌کند. او در پست مهاجم بازی می‌کند و عضو تیم ملی فوتبال زنان فرانسه است که در ۲۳ سپتامبر ۲۰۰۹ اولین بازی خود را برای این تیم انجام داد.

## افتخارات

### باشگاهی
مونت پلیر
- Challenge de France: Winner 2008–09

### بین‌المللی
فرانسه
- جام قبرس: برنده ۲۰۱۲، ۲۰۱۴
- SheBelieves Cup: Winner 2017